# Philip Yorke, III conte di Hardwicke
Philip Yorke, III conte di Hardwicke (Cambridge, 31 maggio 1757 – 18 novembre 1834), è stato un politico inglese.

## Biografia
Era il figlio maggiore di Charles Yorke, Lord Cancelliere, e della sua prima moglie, Catherine Freman. Studiò a Harrow e Queens' College di Cambridge.

## Carriera politica
Fu un deputato per Cambridgeshire (1780-1790), come esponente del partito Whig, ma dopo aver ereditato la contea, nel 1790, sostenne William Pitt il Giovane e si insediò come Lord Luogotenente d'Irlanda (1801-1806), dove ha sostenuto l'emancipazione cattolica. Fece parte del consiglio privato.

## Matrimonio
Sposò, il 24 luglio 1782, Lady Elizabeth Scot Lindsay (11 ottobre 1763-26 maggio 1858), figlia di James Lindsay, V conte di Balcarres e Anne Dalrymple. Ebbero sei figli:
- Lady Anne (1783-17 luglio 1870), sposò John Savile, III conte di Mexborough, ebbero sette figli;
- Philip, visconte Royston (7 maggio 1784);
- Lady Catherine Freeman (14 aprile 1786-8 luglio 1863), sposò Du Pre Alexander, II conte di Caledon, ebbero un figlio;
- Lady Caroline Harriet (?-27 maggio 1873), sposò John Somers-Cocks, II conte di Sommers, ebbero cinque figli;
- Lady Elizabeth Margaret (?-23 giugno 1867), sposò Charles Stuart, I barone Stuart de Rothesay, ebbero due figlie;
- Charles James, visconte Royston (21 luglio 1797-30 aprile 1810).

## Morte
Morì il 18 novembre 1834, all'età di 77 anni. Fu sepolto nella Chiesa di St Andrew a Wimpole, nel Cambridgeshire.